# Слова (роман)
Слова (фр. Les Mots) — автобіографічний твір Жан-Поль Сартра, опублікований у 1964 році, про перші десять років його життя, з 1905 до приблизно 1915 року, коли він вступив до елітного ліцею Генріха IV.

## Зміст
Текст розділений на дві приблизно рівнозначні частини під назвами «Читання» та «Письмо». Однак, на думку Філіпа Лежена, ці дві частини є лише фасадом і не розкривають хронологічну послідовність твору. Він вважає, що текст краще розділити на п'ять частин, які він називає «актами».
- Перший акт представляє передісторію дитини в хронологічному порядку, розповідаючи про її родинне походження.
- Другий акт нагадує різні комедії, які Сартр розігрував під впливом своїх батьків, замикаючись в уявному світі.
- Третій акт — це усвідомлення його самозванства, його умовності, його страху смерті і його потворності.
- Четвертий акт представляє розвиток нового самозванства, за допомогою якого Сартр приймає різні пози письменника.
- У п'ятому акті йдеться про божевілля Сартра, в якому він вбачає джерело свого динамізму, і про анонс другої книги, яку він не встигає написати перед смертю.

Ці «акти» не вписуються у п'єсу, адже Les Mots — це оповідь, і ці вчинки — немов віхи на різних етапах його життя.

## Аналіз та коментарі
Першою назвою, яку придумав Жан-Поль Сартр, була «Жан без землі», що, за словами Жана-Бертрана Понталіса, слід розуміти як «Жан без батька», і його проєкт полягав у тому, щоб озирнутися на своє дрібнобуржуазне дитинство, яке «запрограмувало» його бути людиною слова, тоді як жодна книга не може зрівнятися з нещастями справжніх чоловіків. Щоб демістифікувати письмо, яке сьогодні вважається складовою буржуазної ідеології, він вирішує звести рахунки з дитячим королем і блазнем, якого породила його родина, зокрема мати й дідусь Карл Швейцер. Народившись «сином небіжчика» у безправної матері та владного діда, він описує, як у ранньому дитинстві грав у «комедії дорослих»: «Я був блазнем, пасквілем, гримасистом».
Як і будь-який автобіограф, авторка грає з почуттям цілеспрямованого розкриття, прагнучи проілюструвати свою тезу легким поводженням із самоіронією. Але насправді це інсценізація дитини, якою, за його словами, він був; це відтворення його дитинства містить хронологічні помилки та відвертий вибір, як показує детальна біографія Енні Коен-Солаль. Сартр, розповідаючи власну історію, переплітає її з історією свого часу.

## Критика
Ця робота з дистанціювання від письма була, як це не парадоксально, дуже добре опрацьована автором і майже одностайно визнана «літературним успіхом». Обговорювана автобіографія насправді є блискучим прощанням Жана-Поля Сартра з літературою. У листопаді 1964 року він відмовився від Нобелівської премії з літератури, «присудженої французькому письменнику Жану-Полю Сартру за його творчість, яка завдяки духу свободи й пошуку істини, про які вона свідчить, справила величезний вплив на нашу епоху». Тому що, на його думку, ніхто не заслуговує на славу за життя; і перш за все тому, що він прагнув зберегти свою свободу і незалежність, він не хотів залежати від жодної інституції.